# Liste der Flughäfen und Flugplätze in Panama
Die Liste der Flughäfen und Flugplätze in Panama zeigt die Flughäfen und Flugplätze von Panama, geordnet nach Orten.
Namen in Fettschrift zeigen regelmäßigen Linienverkehr an.
| Ort                    | Provinz                       | ICAO-Code | IATA-Code | Name des Flughafens                                        | Koordinaten                 |
| ---------------------- | ----------------------------- | --------- | --------- | ---------------------------------------------------------- | --------------------------- |
| Achutupo               | Guna Yala                     |           | ACU       | Flughafen Achutupo                                         | 9° 11′ 25″ N, 77° 59′ 40″ W |
| Aguadulce              | Coclé                         |           |           | Flughafen Aguadulce                                        | 8° 15′ 5″ N, 80° 33′ 55″ W  |
| Ailigandi              | Guna Yala (San Blas)          |           | AIL       | Flughafen Ailigandí                                        | 9° 13′ 20″ N, 78° 1′ 25″ W  |
| Arraiján               | Provinz Panamá                | MPPA      | BLB       | Flughafen Panamá Pacífico, ehemalige Howard Air Force Base | 8° 54′ 54″ N, 79° 35′ 58″ W |
| Bocas del Toro         | Provinz Bocas del Toro        | MPBO      | BOC       | Flughafen Bocas del Toro                                   | 9° 20′ 27″ N, 82° 15′ 0″ W  |
| Cartí                  | Guna Yala                     |           | CTE       | Flughafen Cartí                                            | 9° 27′ 10″ N, 78° 58′ 45″ W |
| Chame                  | Panamá Oeste                  | MPCM      |           | Flughafen Chame                                            | 8° 35′ 20″ N, 79° 53′ 23″ W |
| Changuinola            | Provinz Bocas del Toro        | MPCH      | CHX       | Flughafen Changuinola                                      | 9° 27′ 32″ N, 82° 32′ 55″ W |
| Chitré                 | Provinz Herrera               | MPCE      | CTD       | Flughafen Chitré                                           | 7° 59′ 15″ N, 80° 24′ 35″ W |
| Colón                  | Provinz Colón                 | MPEJ      | ONX       | Flughafen Colón                                            | 9° 21′ 24″ N, 79° 52′ 33″ W |
| Calzada Larga          | Provinz Panamá                | MPCL      |           | Flughafen Calzada Larga                                    | 9° 10′ 0″ N, 79° 32′ 43″ W  |
| Contadora Island       | Provinz Panamá                | MPRA      | OTD       | Flughafen Contadora                                        | 8° 37′ 43″ N, 79° 2′ 4″ W   |
| Coiba Island           | Veraguas                      |           |           | Flughafen Coiba                                            | 7° 30′ 25″ N, 81° 41′ 53″ W |
| Corazón de Jesús       | Guna Yala                     |           | CZJ       | Flughafen Corazón de Jesús                                 | 9° 26′ 50″ N, 78° 34′ 30″ W |
| David                  | Provinz Chiriquí              | MPDA      | DAV       | Flughafen David                                            | 8° 23′ 30″ N, 82° 26′ 4″ W  |
| El Porvenir            | Guna Yala                     | MPVR      | PVE       | Flughafen El Porvenir                                      | 9° 33′ 30″ N, 78° 56′ 50″ W |
| El Real                | Provinz Darién                | MPRE      | ELE       | Flughafen El Real                                          | 8° 6′ 25″ N, 77° 43′ 35″ W  |
| Fuerte Sherman         | Provinz Colón                 | MPFS      |           | Fort Sherman – Geschlossen                                 | 9° 21′ 54″ N, 79° 56′ 59″ W |
| Garachiné              | Darién                        | MPGA      | GHE       | Flughafen Garachiné                                        | 8° 3′ 54″ N, 78° 22′ 1″ W   |
| Jaqué                  | Provinz Darién                | MPJE      | JQE       | Flughafen Jaqué                                            | 7° 31′ 5″ N, 78° 9′ 25″ W   |
| La Palma               | Provinz Darién                | MPLP      | PLP       | Captain Ramon Xatruch Airport – Geschlossen                | 8° 24′ 25″ N, 78° 8′ 30″ W  |
| La Palma               | Provinz Darién                | MPMF      |           | Flughafen Miraflores                                       | 8° 20′ 20″ N, 78° 7′ 55″ W  |
| Los Santos             | Provinz Los Santos            | MPNU      |           | Flughafen Los Santos                                       | 7° 51′ 30″ N, 80° 16′ 35″ W |
| Mulatupo               | Guna Yala                     |           | MPP       | Flughafen Mulatupo                                         | 8° 56′ 43″ N, 77° 44′ 0″ W  |
| Punta Patiño           | Provinz Darién                |           |           | Flughafen Punta Patiño                                     | 8° 15′ 10″ N, 78° 16′ 45″ W |
| Panama City            | Provinz Panamá                | MPMG      | PAC       | Flughafen Panama–Albrook, früher Albrook AFB               | 8° 58′ 24″ N, 79° 33′ 20″ W |
| Panama City            | Provinz Panamá                | MPTO      | PTY       | Flughafen Panama–Tocumen                                   | 9° 4′ 17″ N, 79° 23′ 1″ W   |
| Pedasí                 | Los Santos                    | MPPD      | PDM       | Flughafen Pedasí                                           | 7° 33′ 25″ N, 80° 1′ 25″ W  |
| Playón Chico           | Guna Yala                     |           | PYC       | Flughafen Playón Chico                                     | 9° 18′ 35″ N, 78° 14′ 5″ W  |
| Puerto Obaldia         | Guna Yala                     | MPOA      | PUE       | Flughafen Puerto Obaldia                                   | 8° 40′ 10″ N, 77° 25′ 3″ W  |
| Puerto Piña            | Provinz Darién                |           | BFQ       | Flughafen Bahía Piña                                       | 7° 35′ 15″ N, 78° 10′ 50″ W |
| Río Hato               | Provinz Coclé                 | MPSM      | RIH       | Flughafen Río Hato                                         | 8° 22′ 33″ N, 80° 7′ 40″ W  |
| Sambú                  | Provinz Darién                | MPSB      | SAX       | Flughafen Sambú                                            | 8° 1′ 35″ N, 78° 12′ 35″ W  |
| San Miguel             | Provinz Panamá (Perleninseln) | MPMI      | NMG       | Flughafen San Miguel                                       | 8° 27′ 25″ N, 78° 56′ 0″ W  |
| Isla de San José       | Provinz Panamá (Perleninseln) |           | SIC       | Flughafen San José                                         | 8° 15′ 45″ N, 79° 4′ 40″ W  |
| Isla de Pedro Gonzalez | Panamá (Perleninseln)         | MPFE      |           | Flughafen Isla de Pedro Gonzalez                           | 8° 24′ 40″ N, 79° 6′ 40″ W  |
| Santiago               | Provinz Veraguas              | MPSA      | SYP       | Flughafen Santiago de Veraguas                             | 8° 5′ 10″ N, 80° 56′ 43″ W  |
| Tonosí                 | Provinz Los Santos            |           |           | Flughafen Tonosí                                           | 7° 24′ 55″ N, 80° 26′ 48″ W |
| Tubala                 | Guna Yala                     |           | TUW       | Flughafen Tubualá                                          | 8° 55′ 5″ N, 77° 42′ 30″ W  |
| Ustupo                 | Guna Yala                     |           | UTU       | Flughafen Ustupo                                           | 9° 7′ 41″ N, 77° 56′ 0″ W   |
| Ustupo                 | Guna Yala                     |           | OGM       | Flughafen Ustupu-Ogobsucum                                 | 9° 8′ 15″ N, 77° 56′ 0″ W   |
| Wannukandi             | Guna Yala                     | MPWN      | NBL       | Flughafen Wannukandi                                       | 9° 16′ 25″ N, 78° 8′ 20″ W  |
| Yaviza                 | Provinz Darién                |           | PYV       | Flughafen Yaviza                                           | 8° 9′ 11″ N, 77° 41′ 14″ W  |